# 倉敷国際ホテル
倉敷国際ホテル（くらしきこくさいホテル）は、岡山県倉敷市にあるホテル。

## 概要
立地は倉敷美観地区にあり、大原美術館に隣接している。建物は浦辺鎮太郎が和と洋の融合を意図して設計し、1963年に竣工。初代社長は倉敷紡績の取締役常務だった翁孝文。1964年の第16回日本建築学会賞作品賞を受賞している。竣工当時はRC打放しのひさしと白いモルタル壁による外観であったが、1987年の改修によりひさしの部分に塗装が施されている。
建物の構造はコの字型になっており、中央に吹き抜けの玄関ロビーを配置している。木を基調とするロビーに設置された木版画の『大世界の柵 坤』は、棟方志功の作品の中でもっとも大きく、オープンに合わせて大原総一郎が制作を依頼したものである。大原美術館にも棟方志功版画室がある。
2013年（平成25年）度のDOCOMOMO JAPAN選定 日本におけるモダン・ムーブメントの建築に選出されている。
- 所在地: 岡山県倉敷市中央１丁目
- 敷地面積: 3,500m2
- 建築面積: 2,430m2
- 延床面積: 8,270m2
- 構造規模: RC造一部S造　地上5階地下1階
- 竣工: 1963年（昭和38年）11月
- 増改築: 1987年（昭和62年）9月

## 客室
- 105室
  - スイート： 1
  - ツイン： 84
  - シングル： 18
  - ダブル： 2

## 設備
- レストラン
  - 「ウィステリア」
- バー
  - 「レジーナ」
- 宴会場
  - 桜花の間
  - 藤の間
  - アリカンテ
- 駐車場
  - 30台

## 関連施設
- 料理旅館　鶴形
- レストラン　亀遊亭

## アクセス
- 鉄道
  - JR西日本倉敷駅より徒歩10分
- 自動車
  - 山陽自動車道 倉敷インターチェンジより約20分

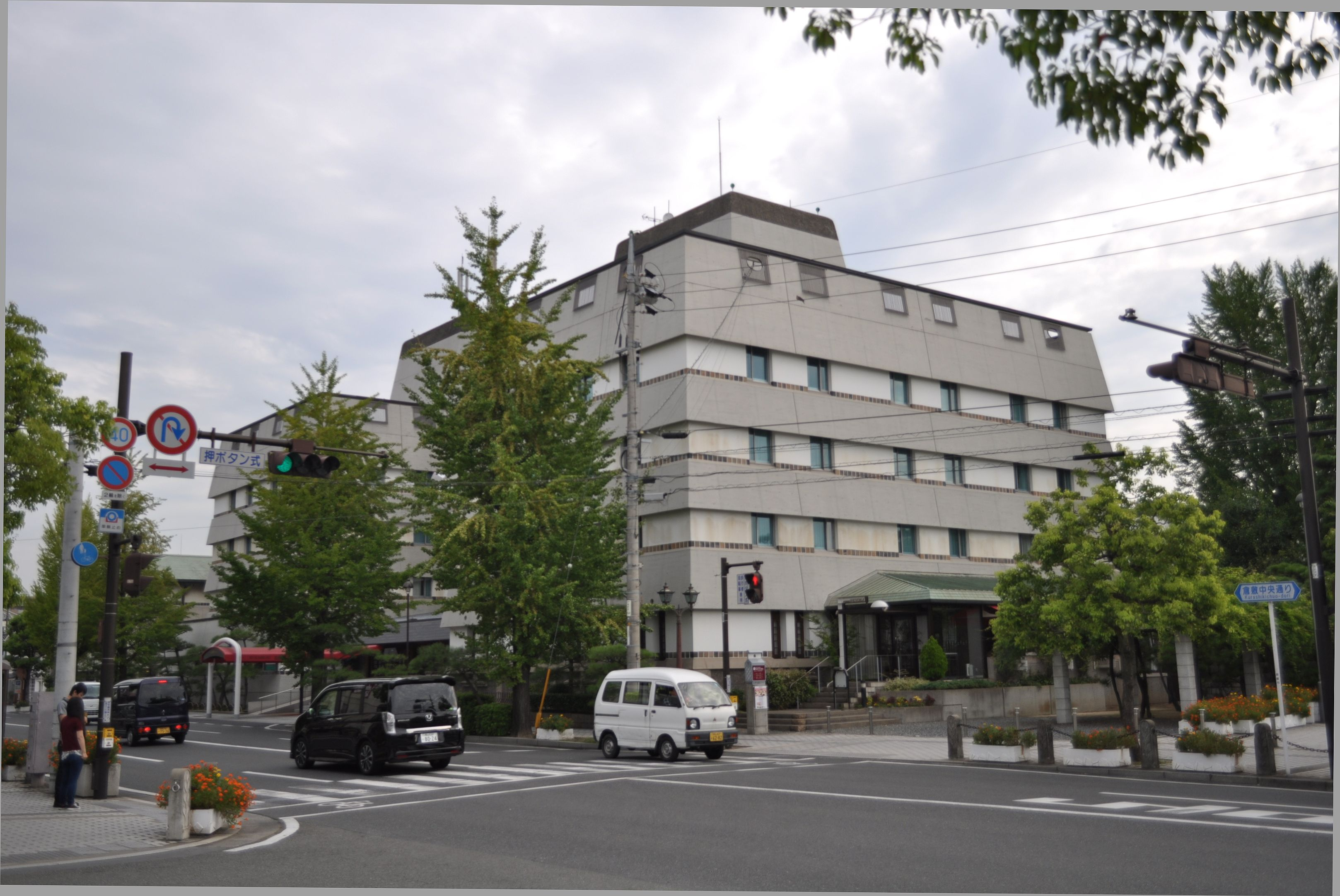
全景（2015年9月12日撮影）